# Il trionfo dell'onestà
Il trionfo dell'onestà (Man and Maid) è un film muto del 1925 diretto da Victor Schertzinger. La storia, tratta dal romanzo omonimo del 1922 di Elinor Glyn, fu sceneggiata dalla stessa Glyn.

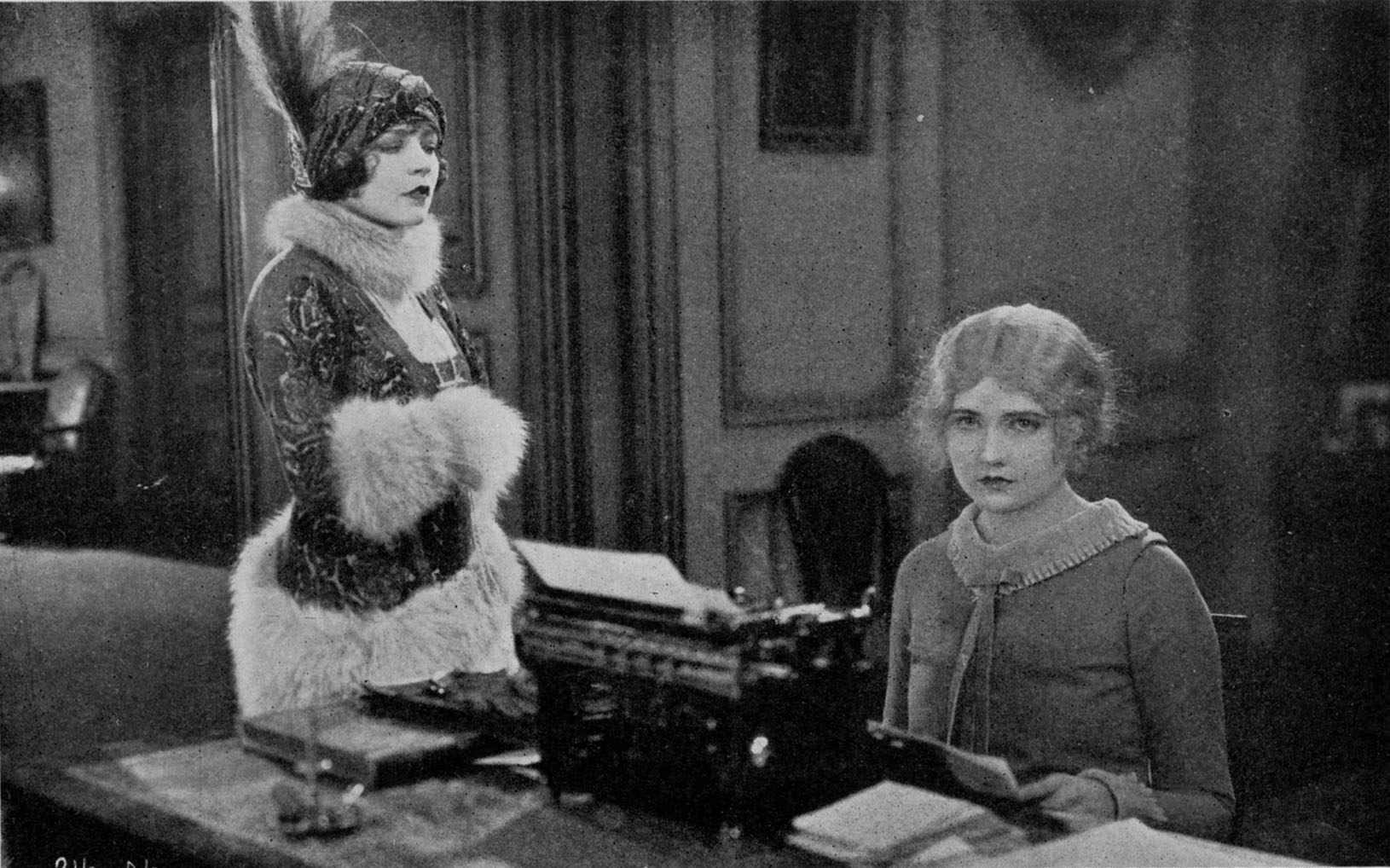
Renee Adoree e Harriet Hammond

## Trama
Ai tempi della prima guerra mondiale a Parigi, sir Nicholas Thormonde deve scegliere tra Suzette, una poco simpatica signora della buona società, e la sua segretaria Alathea, una brava ragazza.

## Distribuzione
Distribuito dalla Metro-Goldwyn Pictures Corporation, il film fu presentato in prima a New York il 6 aprile 1925 per poi uscire nelle sale degli Stati Uniti il 20 aprile 1925. In Finlandia, venne distribuito il 19 aprile 1926. In Italia, fu distribuito dalla Goldwyn con il titolo Il trionfo dell'onestà, dopo aver ottenuto il visto di censura numero 22167, rilasciato il 9 novembre 1925.